# Serrería de Hierápolis

Doble sierra de piedra romana movida por rueda hidráulica de Hierápolis. Del siglo III de la Era Cristiana, es la muestra más antigua del mecanismo biela-manivela.

La serrería de Hierápolis (Siglo III a. C.), en Asia Menor, constaba de una doble sierra de piedra movida por una rueda hidráulica. Esta muestra de la tecnología del periodo romano funcionaba en el siglo tercero de la Era Cristiana y es la muestra más antigua del mecanismo biela-manivela. Otras sierras de piedra mecánicas de la época tardo-romana (siglo VI) han sido descubiertas en los últimos años en Gerasa, Jordania, y Éfeso, Turquía. Posiblemente, había una cuarta del siglo II en Augusta Raurica, Suiza.

## Para saber más
- Seigne, J. (2006), «Water-powered Stone Saws in Late Antiquity. The Precondition for Industrialisation?»,  en Wiplinger, G., ed., Cura Aquarum in Ephesos. Proceedings of the 12th Int. Congress on the History of Water Management and Hydraulic Engineering in the Mediterranean Region, Ephesus/Selçuk, Turkey, October 2-10, 2004, Vol. 1, Babesch suppl. 12 (en inglés), Leiden: Peeters, pp. 383-390, ISBN 978-90-429-1829-0.
- Wikander, Örjan (2000), «Industrial Applications of Water-Power»,  en Wikander, Örjan, ed., Handbook of Ancient Water Technology, Technology and Change in History (en inglés) 2, Leiden: Brill, pp. 401-412, ISBN 90-04-11123-9.
- Wikander, Örjan (2008), «Sources of Energy and Exploitation of Power»,  en Oleson, John Peter, ed., The Oxford Handbook of Engineering and Technology in the Classical World (en inglés), New York: Oxford University Press, pp. 136-157, ISBN 978-0-19-518731-1.